# Burns-Gletscher (Antarktika)
Der Burns-Gletscher ist ein 20 km langer Gletscher im ostantarktischen Viktorialand. In den Southern Cross Mountains fließt er in nördlicher Richtung entlang der Ostseite des Pinckard Table in die Südwestflanke des Tinker-Gletschers.
Der United States Geological Survey kartierte ihn anhand eigener Vermessungen und Luftaufnahmen der United States Navy aus den Jahren von 1955 bis 1963. Das Advisory Committee on Antarctic Names benannte ihn 1968 nach John P. Burns, Funker auf der McMurdo-Station im antarktischen Winter der Jahre 1963 und 1967.